# Schachenmeyersches Landgut

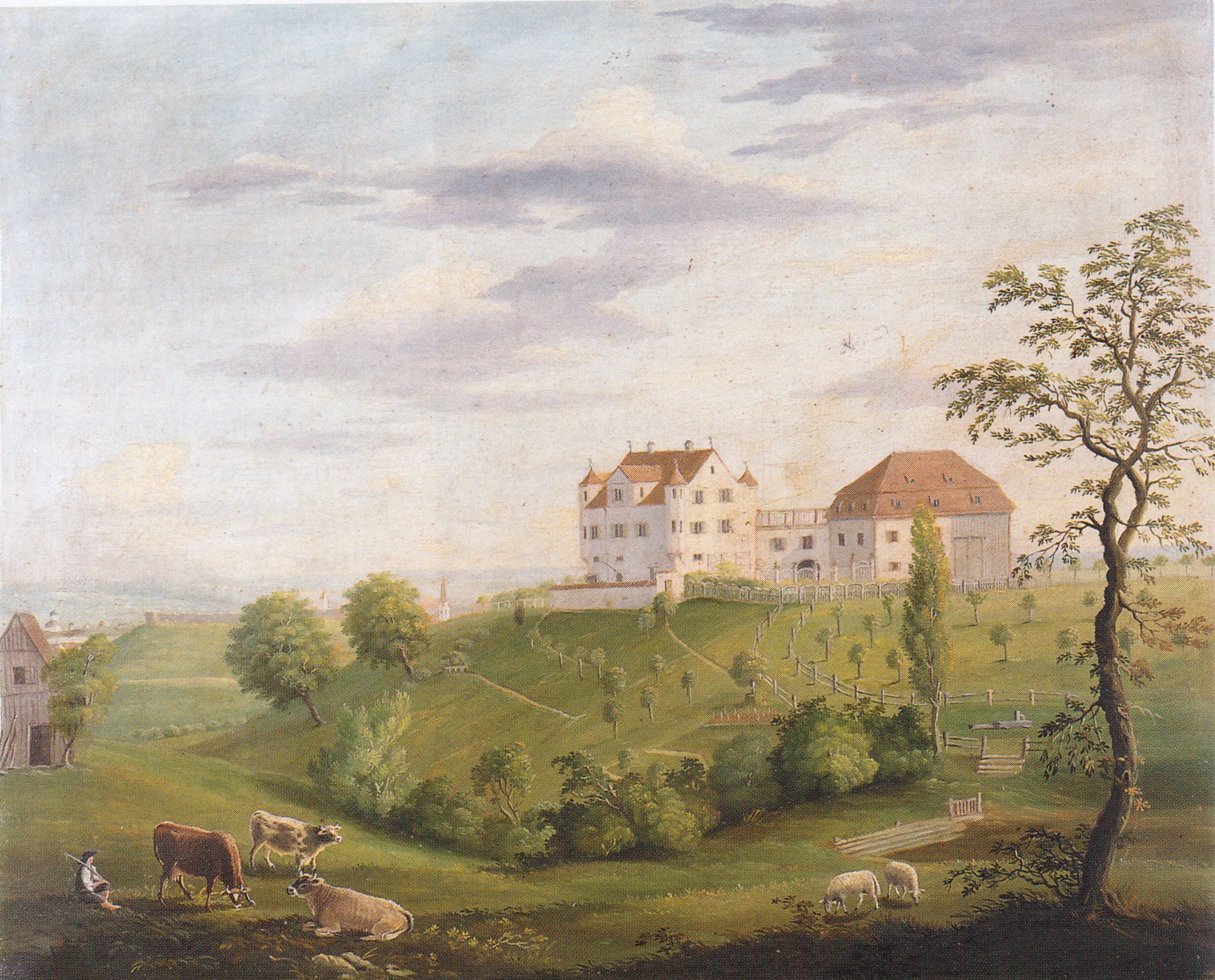
Das Schachenmeyersche Landgut in Kempten, gemalt von Johann Balthasar Widemann um 1820/30

Die Marienanstalt auf einer historischen Postkarte

Das Schachenmeyersche Landgut war ein Patrizierschloss in Kempten (Allgäu). Es wurde 1972 abgerissen, um Platz für eine moderne Wohnbebauung zu schaffen.

## Geschichte
Das auch als Oberes Gut zu St. Leonhard bezeichnete, repräsentative Anwesen ist auf der ältesten erhaltenen gemalten Stadtansicht von 1599 erstmals abgebildet. Die dort noch fehlenden Erkertürme erhielt das Wohngebäude vermutlich im frühen 17. Jahrhundert. 1601 wird in einer Auflistung reichsstädtischer Güter Tobias Königs „Schloß und Gueth zum St. Lenhardt“ erwähnt. Im 18. Jahrhundert war das Landgut im Besitz der Juristen- und Ärztefamilie Praun. Nachdem der Stadtphysikus Otto Phillip Praun seinem Sohn Jacob das Gut mit Grundstücken für 4450 Gulden verkauft hatte und dieser verstorben war, erwarb es der Bürgermeister und Fernhandelskaufmann Johann Christoph Bogner im Jahr 1795 von Jacob Prauns Erben. Bogner gehörte bereits das Untere Gut zu St. Leonhard. Aus dem Nachlass seiner Witwe gelangte das Landgut dann in die Hände des Großhändlers Leonhard Ferdinand Schachenmeyer. Die Papiermühlenbesitzerfamilie Schachenmayer blieb bis 1863 Eigentümer des Landgutes.
Im Jahr 1879 initiierte der Stadtkaplan Josef Landes die Gründung der Marienanstalt für alleinstehende, vorübergehend arbeitslose Dienstmädchen und Fabrikarbeiterinnen der nahe gelegenen Mechanischen Baumwollspinnerei und -weberei Kempten und erwarb das Gut. Die hierfür gegründete Stiftung erwarb 1879 das Bauwerk, erweiterte und baute es um. Der bauliche Kern blieb jedoch unangetastet. Geleitet wurde die Anstalt durch Klosterfrauen des Franziskanerklosters Kaufbeuren.
1972 wurde die Marienanstalt abgerissen, um Platz für eine moderne Wohnbebauung zu bieten. Im gleichen Jahr entstand auf dem Gelände dann das Seniorenzentrum Marienheim (Josef-Landes-Haus) der gemeinnützigen Stiftungsgesellschaft AllgäuStift, dort wird Senioren seither betreutes Wohnen angeboten.

## Gemälde
Auf einem kleinformatigen Ölgemälde ist das Landgut als stattliches, schlossartiges Anwesen mit Wirtschaftsgebäuden, Zier- und Obstgärten dargestellt. Es stammt wahrscheinlich vom Kempter Bleichermeister Johann Balthasar Widemann (1789–1845). Widemann, von dem mehrere Gemälde dieser Gattung vorliegen, erwarb als Autodidakt grundlegende Fertigkeiten der Landschaftsmalerei.